# За досягнення в розвитку культури і мистецтва
«За досягнення в розвитку культури і мистецтва» — почесна відзнака Міністерства культури і туризму України.

## Нагородження
Нагороджуються працівники підприємств, організацій та установ культури і мистецтва, які мають фахову освіту, бездоганно пропрацювали у сфері культури і мистецтва не менше 5 років, досягли значних трудових результатів та були нагороджені Почесною грамотою Міністерства культури і туризму України (Міністерства культури і мистецтв України) або Почесною грамотою Міністерства культури і туризму України та Центрального комітету профспілки працівників культури України (Міністерства культури і мистецтв України та Центрального комітету профспілки працівників культури).
Повторне нагородження Нагрудним знаком не проводиться.

## Опис
Знак має форму розетки з жовто-блакитної стрічки, що з чотирьох боків прикрашена рельєфним українським орнаментом. У центральній частині знака міститься круглий рельєфний медальйон із зображенням палітри, ліри та театральної маски, обрамлений декоративним лавровим вінком. Основа знака виготовляється з тампака й імітується під золото. Накладний медальйон виготовляється з мельхіору й імітується під старе срібло. На зворотному боці знака по колу йде рельєфний напис «За досягнення в
розвитку культури і мистецтва».
Стрічка покривається жовтою та блакитною ювелірними емалями. У верхній частині за допомогою кільця знак з'єднаний з колодкою у вигляді капітелі з блакитною шовковою муаровою стрічкою. Усі розміри деталей знака брати 1:1 згідно з оригіналом.
Кріпиться знак за допомогою шпильки, що міститься на зворотному боці колодки.

## Розміщення
Почесну відзнаку носять з правого боку грудей і за наявності нагрудних знаків до почесних
звань України розміщуються нижче них.